# Festival du film français de Cuba
Le Festival du film français de Cuba (Festival de Cine Francés en Cuba) est un festival annuel ayant lieu à La Havane, sur l'île de Cuba.

## Histoire
En 1992, l'Alliance française à Cuba et le service culturel de l'ambassade de France à Cuba mettent en place une semaine du cinéma français qui consistait en la projection dans une salle de La Havane d'un cycle de titres fournis par le Bureau du film du ministère des Affaires étrangères. L'ICAIC (Institut cubain d'art et industrie cinématographique) était déjà le principal partenaire local de l'opération et l'événement attirait quelques milliers de spectateurs.
En 1997, Cinemania et l'Alliance française de Cuba, proposent de convertir cette formule en un véritable Festival. C'est ainsi qu'en 1998 est créé le premier Festival du film français à Cuba avec comme objectif la présentation d'une quinzaine de longs-métrages et une sélection de court-métrages, accompagnés d'une sélection artistique d'une vingtaine de personnalités.
Créé en 1998 par Christophe Barratier et Nouredine Essadi en tant que membres du collectif Cinémania, le festival présente des films français contemporains. Le festival fêtait en 2017 sa vingtième édition.
Selon le site du festival, plus de 60 000 visiteurs s'y déplaceraient chaque année.
Pour des raisons liées à la crise sanitaire du coronavirus, le festival n'a pas eu lieu en 2020 et 2021. Le festival a repris en 2022 avec sa vingt-troisième édition.